# نواف بن سعد آل سعود
نواف بن سعد بن عبد الله بن عبد الرحمن آل سعود (1971-) رئيس مجلس إدارة أعضاء مؤسسة الهلال غير الربحية ورئيس نادي الهلال السعودي من 13 أغسطس 2025م، وتولى منصب رئيس نادي الهلال السعودي في الفترة ما بين يونيو 2015 حتى أبريل 2018.

## دراسته
هو الابن الثاني من الذكور للأمير سعد بن عبد الله بن عبد الرحمن آل سعود والأميرة نورة بنت سعد بن عبد العزيز آل سعود. ولد عام 1391 هـ درس المرحلة الابتدائية والمتوسطة والثانوية في مدارس الرياض الأهلية.[بحاجة لمصدر] ثم التحق بعد ذلك بكلية الملك عبد العزيز الحربية لعام واحد فقط.[بحاجة لمصدر] ثم أكمل دراسته الجامعية في جامعة الملك سعود كلية الآداب قسم الإعلام تخرج عام 1991 بدرجة البكالوريوس ثم زاول الأعمال الحرة.[بحاجة لمصدر]

## مشاركات وأعمال
- عضو شرف في نادي الهلال السعودي ونائب الرئيس سابقًا.
- عضو في الاتحاد السعودي لكرة القدم والمشرف على المنتخبات السنية.
- رأس الوفد السعودي لأكثر من مرة للمنتخب السعودي الأول في مباريات رسمية خارجية.
- رئيس نادي الهلال السعودي (الفترة الأولى) من يونيو 2015 إلى أبريل 2018م.
- رئيس مجلس مؤسسة أعضاء نادي الهلال غير الربحية ورئيس نادي الهلال السعودي (الفترة الثانية) من 13 أغسطس 2025م.[1][3]

## البطولات مع الهلال
خمس بطولات وهي:
- كأس السوبر السعودي 2015
- كأس ولي العهد 2016
- كأس الملك 2017
- الدوري السعودي 2017
- الدوري السعودي 2018

## إخوته
له من الإخوة:
- الأمير فيصل.
- الأمير بندر.
- الأمير محمد.

وله من الأخوات:
- الأميرة منال.
- الأميرة مضاوي.
- الأميرة لولوة.

## الأسرة
- متزوج من الأميرة نورة بنت مشعل بن عبد العزيز آل سعود، وأنجبا:
- الأمير سعد.
- الأمير مشعل.
- الأميرة علياء.
- الأميرة منيرة.
- الأميرة سلمى.